# Satz von Castigliano
Der Satz von Castigliano (nach Carlo Alberto Castigliano) ist Grundlage für verschiedene Berechnungsmethoden in der technischen Mechanik. Er beruht auf einem Energieansatz und ermöglicht die relativ einfache Berechnung ausgewählter Größen.

## Satz von Castigliano
Die partielle Ableitung der in einem linear elastischen Körper gespeicherten Formänderungsenergie nach der äußeren Kraft ergibt die Verschiebung {\displaystyle v_{k}} des Kraftangriffspunktes in Richtung dieser Kraft. Analog ergibt die partielle Ableitung der Formänderungsenergie nach einem Moment die Verdrehung {\displaystyle \varphi _{k}} des Balkens am Angriffspunkt dieses Momentes. Um die Durchbiegung an Stellen ohne Krafteinwirkung mit dem Satz von Castigliano bestimmen zu können, müssen an diesen Stellen Hilfskräfte eingeführt werden, die nach dem Ableiten zu Null gesetzt werden.
{\displaystyle {\begin{aligned}{\frac {\partial U}{\partial F_{k}}}=v_{k}=&\sum _{i=1}^{n}\int _{l_{i}}{\bigg [}{\frac {M_{bxi}}{(EI_{xx})_{i}}}{\frac {\partial M_{bxi}}{\partial F_{k}}}+{\frac {M_{byi}}{(EI_{yy})_{i}}}{\frac {\partial M_{byi}}{\partial F_{k}}}+{\frac {M_{ti}}{(GI_{t})_{i}}}{\frac {\partial M_{ti}}{\partial F_{k}}}+\dots \\&\qquad \qquad \dots +{\frac {F_{Li}}{(EA)_{i}}}{\frac {\partial F_{Li}}{\partial F_{k}}}+{\frac {F_{Qxi}}{(GA\kappa _{x})_{i}}}{\frac {\partial F_{Qxi}}{\partial F_{k}}}+{\frac {F_{Qyi}}{(GA\kappa _{y})_{i}}}{\frac {\partial F_{Qyi}}{\partial F_{k}}}{\bigg ]}ds_{i}\end{aligned}}}
{\displaystyle {\begin{aligned}{\frac {\partial U}{\partial M_{k}}}=\varphi _{k}=&\sum _{i=1}^{n}\int _{l_{i}}{\bigg [}{\frac {M_{bxi}}{(EI_{xx})_{i}}}{\frac {\partial M_{bxi}}{\partial M_{k}}}+{\frac {M_{byi}}{(EI_{yy})_{i}}}{\frac {\partial M_{byi}}{\partial M_{k}}}+{\frac {M_{ti}}{(GI_{t})_{i}}}{\frac {\partial M_{ti}}{\partial M_{k}}}+\dots \\&\qquad \qquad \dots +{\frac {F_{Li}}{(EA)_{i}}}{\frac {\partial F_{Li}}{\partial M_{k}}}+{\frac {F_{Qxi}}{(GA\kappa _{x})_{i}}}{\frac {\partial F_{Qxi}}{\partial M_{k}}}+{\frac {F_{Qyi}}{(GA\kappa _{y})_{i}}}{\frac {\partial F_{Qyi}}{\partial M_{k}}}{\bigg ]}ds_{i}\end{aligned}}}
mit
| {\displaystyle U}                       | {\displaystyle =U(q_{1},\dots ,q_{n})} Verzerrungsenergie (Formänderungsenergie) |
| {\displaystyle n}                       | = Anzahl der Bereiche                                                            |
| {\displaystyle i}                       | = Index des jeweiligen Bereiches                                                 |
| {\displaystyle l_{i}}                   | = Längen der Bereiche                                                            |
| {\displaystyle F_{k}}                   | = verallgemeinerte Kraft                                                         |
| {\displaystyle M_{k}}                   | = verallgemeinertes Moment                                                       |
| {\displaystyle M_{bxi},M_{byi}}         | = Biegemomente                                                                   |
| {\displaystyle M_{ti}}                  | = Torsionsmoment                                                                 |
| {\displaystyle F_{Li}}                  | = Längskraft                                                                     |
| {\displaystyle F_{Qxi},F_{Qyi}}         | = Querkräfte                                                                     |
| {\displaystyle \kappa _{x},\kappa _{y}} | =Schubkorrekturfaktor des jeweiligen Querschnitts                                |
| {\displaystyle q_{i}}                   | = verallgemeinerte Arbeitswege                                                   |
| {\displaystyle s_{i}}                   | = lokale Koordinaten mit {\displaystyle 0\leq s_{i}\leq l_{i}}                   |
Der Satz von Castigliano gilt nur, wenn die Energie endlich ist, wenn die Ungleichung {\displaystyle m-i>n/2} erfüllt ist. Es ist {\displaystyle m=1,2} die Ordnung der Energie (= die höchste Ableitung in der Energie), {\displaystyle i=0,1,2,3}, ist die Ordnung des Dirac Deltas (Einzelkraft, {\displaystyle i=0}) und {\displaystyle n=1,2,3} die Dimension des Raums. Beispiel: Wird eine Scheibe, {\displaystyle m=1,n=2} mit einer Einzelkraft, {\displaystyle i=0}, belastet, dann gilt die Ungleichung nicht, {\displaystyle 1-0\ngtr 2/2}. Auch im {\displaystyle 3-D} gilt sie nicht, {\displaystyle m=1,n=3,1-0\ngtr 3/2}. Ebenso nicht bei einer Membran (Laplace), {\displaystyle m=1,n=2,i=0}, oder einer Reissner-Mindlin Platte, {\displaystyle m=1,n=2,i=0}. Im {\displaystyle 1-D} gilt der Satz, wenn {\displaystyle m-i>1/2}. Für {\displaystyle 2-D} und {\displaystyle 3-D} Probleme gilt der Satz im Allgemeinen nicht. Die Ausnahme ist die Kirchhoff-Platte, {\displaystyle m=2,n=2,i=0}, denn {\displaystyle 2-0>2/2}. Aber schon ein Moment, {\displaystyle i=1}, lässt auch die Energie einer Kirchhoff-Platte überlaufen, {\displaystyle 2-1\ngtr 2/2} ?
Bei Differentialgleichungen zweiter Ordnung ({\displaystyle m=1}) gibt es zwei Dirac Deltas, {\displaystyle i=0} (Einzelkraft), {\displaystyle i=1} (Versatz) und bei Differentialgleichungen vierter Ordnung ({\displaystyle m=2}) vier Dirac Deltas, {\displaystyle i=0} (Einzelkraft), {\displaystyle i=1} (Moment), {\displaystyle i=2} (Knick), {\displaystyle i=3} (Versatz).

## Satz von Menabrea
Der Satz von Castigliano kann auch zur Berechnung statisch unbestimmter Größen verwendet werden. In dieser speziellen Form wird er dann als Satz von Menabrea bezeichnet. Der Satz von Menabrea besagt, dass die partielle Ableitung der Formänderungsenergie nach einer statisch unbestimmten Lagerreaktion gleich Null ist.
{\displaystyle {\frac {\partial U^{*}}{\partial X_{i}}}=0} mit {\displaystyle i=1,\dots ,n}
{\displaystyle X_{i}} = statisch unbestimmte Größen (deren Arbeitsweg jeweils Null sein muss)
{\displaystyle U^{*}=U^{*}(X_{1},\dots ,X_{n})} = innere Ergänzungsenergie
Der Satz von Menabrea unterliegt derselben Restriktion wie der Satz von Castigliano, siehe oben. Er gilt nur, wenn die Ungleichung {\displaystyle m-i>n/2} erfüllt ist. Es ist {\displaystyle i} die Ordnung der Lagerreaktion, Einzelkraft {\displaystyle i=0}, Moment {\displaystyle i=1}. Bis auf die Kirchhoff-Platte und dort {\displaystyle i=0} gilt er bei {\displaystyle 2D-} und {\displaystyle 3D-} Problemen i.a. nicht, weil die Präsenz von Punktlagern (= Einzelkräfte, {\displaystyle i=0}) unendlich große Energie zur Folge hat.